# Sinaly Diomandé
Sinaly Diomandé (ur. 9 kwietnia 2001 w Yopougonie) – iworyjski piłkarz występujący na pozycji obrońcy we francuskim klubie AJ Auxerre oraz w reprezentacji Wybrzeża Kości Słoniowej. Wychowanek ASEC Mimosas. Grał też w Olympique Lyon.